# Porcellio brevicaudatus
Porcellio brevicaudatus är en kräftdjursart som beskrevs av Brandt 1833?. Porcellio brevicaudatus ingår i släktet Porcellio och familjen Porcellionidae. Inga underarter finns listade i Catalogue of Life.